# Fantastic Voyage
Fantastic Voyage (pt-br: Viagem Fantástica) é um livro de ficção científica de Isaac Asimov, publicado em 1966.
Um submarino é reduzido a tamanho microscópico e introduzido no corpo de uma pessoa, a fim de destruir um coágulo sanguíneo. 
Neste livro, ao contrário do habitual, Asimov escreveu a história por encomenda, a partir do roteiro do filme de 1966. Ele aceitou, mas não ficou nem um pouco satisfeito com o resultado. Como consequência, acabou escrevendo anos depois Viagem Fantástica II, usando toda sua liberdade de autor.